# Arteră vezicală inferioară
Artera vezicală inferioară sau artera veziculară inferioară este o arteră din pelvis care alimentează partea inferioară a vezicii urinare.

## Anatomie
Artera vezicală inferioară este o ramură (directă sau indirectă) a diviziunii anterioare a arterei iliace interne. Apare frecvent în comun cu artera rectală mijlocie și se distribuie în fundul vezicii urinare. La bărbați, alimentează și prostata și veziculele seminale. Ramurile către prostată comunică cu vasele corespunzătoare din partea opusă.

### Sex
Unele texte consideră că se găsește numai la bărbați și citează artera vaginală ca structură omologă la femei. 
Alte texte consideră că este prezent atât la bărbați, cât și la femei.  În aceste contexte, artera vezicală inferioară la femei este o ramură mică a arterei vaginale.

## Imagini suplimentare

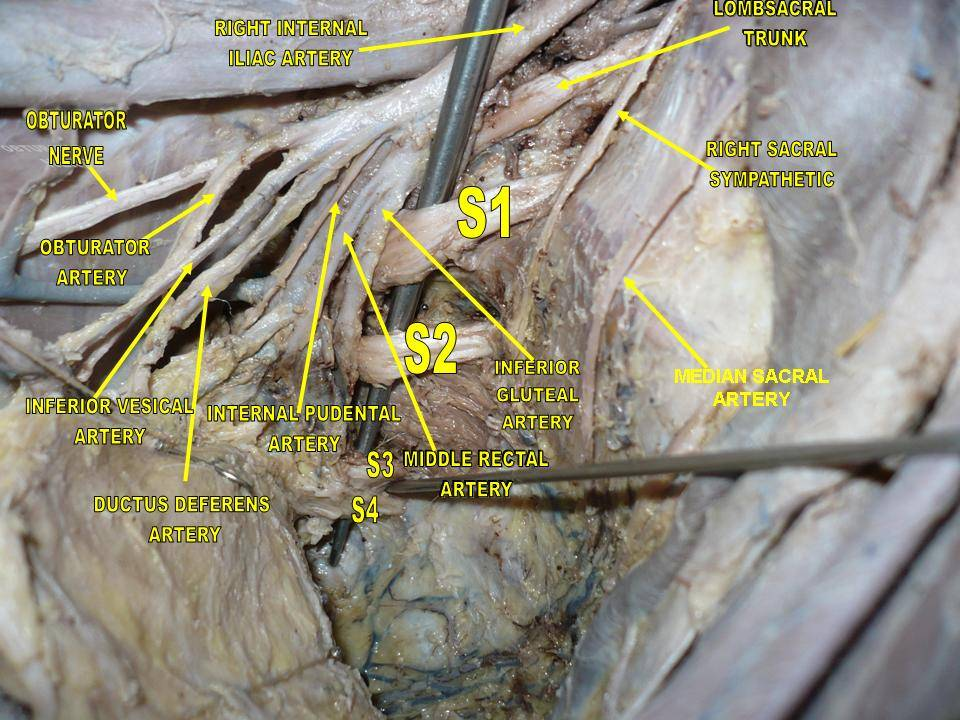
Artera vezicală inferioară. Disecție profundă. Vedere laterală.